# Xarames
Els xarames eren un poble d'amerindis dels Estats Units de la regió de San Antonio (Texas). Foren el grup amerindi dominant durant la primera història de la Missió de San Antonio de Valero (comunament coneguda com "El Álamo").